# Single numer jeden w roku 2017 (USA)
Notowanie Hot 100 przedstawia najlepiej sprzedające się single w Stanach Zjednoczonych. Publikowane jest ono przez tygodnik „Billboard”, a dane kompletowane są przez Nielsen SoundScan w oparciu o cotygodniowe wyniki sprzedaży cyfrowej oraz fizycznej singli, a także częstotliwość emitowania piosenek na antenach stacji radiowych.

## Historia notowania
| Data publikacji | Tytuł                      | Artysta                                                                 | Źródło |
| --------------- | -------------------------- | ----------------------------------------------------------------------- | ------ |
| 7 stycznia      | „Starboy”                  | The Weeknd featuring Daft Punk                                          | [ 1 ]  |
| 14 stycznia     | „Black Beatles”            | Rae Sremmurd featuring Gucci Mane                                       | [ 2 ]  |
| 21 stycznia     | „Bad and Boujee”           | Migos featuring Lil Uzi Vert                                            | [ 3 ]  |
| 28 stycznia     | „Shape of You”             | Ed Sheeran                                                              | [ 4 ]  |
| 4 lutego        | „Bad and Boujee”           | Migos featuring Lil Uzi Vert                                            | [ 5 ]  |
| 11 lutego       | „Bad and Boujee”           | Migos featuring Lil Uzi Vert                                            | [ 6 ]  |
| 18 lutego       | „Shape of You”             | Ed Sheeran                                                              | [ 7 ]  |
| 25 lutego       | „Shape of You”             | Ed Sheeran                                                              | [ 8 ]  |
| 4 marca         | „Shape of You”             | Ed Sheeran                                                              | [ 9 ]  |
| 11 marca        | „Shape of You”             | Ed Sheeran                                                              | [ 10 ] |
| 18 marca        | „Shape of You”             | Ed Sheeran                                                              | [ 11 ] |
| 25 marca        | „Shape of You”             | Ed Sheeran                                                              | [ 12 ] |
| 1 kwietnia      | „Shape of You”             | Ed Sheeran                                                              | [ 13 ] |
| 8 kwietnia      | „Shape of You”             | Ed Sheeran                                                              | [ 14 ] |
| 15 kwietnia     | „Shape of You”             | Ed Sheeran                                                              | [ 15 ] |
| 22 kwietnia     | „Shape of You”             | Ed Sheeran                                                              | [ 16 ] |
| 29 kwietnia     | „Shape of You”             | Ed Sheeran                                                              | [ 17 ] |
| 6 maja          | „Humble”                   | Kendrick Lamar                                                          | [ 18 ] |
| 13 maja         | „That’s What I Like”       | Bruno Mars                                                              | [ 19 ] |
| 20 maja         | „I’m the One”              | DJ Khaled featuring Justin Bieber, Quavo, Chance the Rapper i Lil Wayne | [ 20 ] |
| 27 maja         | „Despacito”                | Luis Fonsi i Daddy Yankee featuring Justin Bieber                       | [ 21 ] |
| 3 czerwca       | „Despacito”                | Luis Fonsi i Daddy Yankee featuring Justin Bieber                       | [ 22 ] |
| 10 czerwca      | „Despacito”                | Luis Fonsi i Daddy Yankee featuring Justin Bieber                       | [ 23 ] |
| 17 czerwca      | „Despacito”                | Luis Fonsi i Daddy Yankee featuring Justin Bieber                       | [ 24 ] |
| 24 czerwca      | „Despacito”                | Luis Fonsi i Daddy Yankee featuring Justin Bieber                       | [ 25 ] |
| 1 lipca         | „Despacito”                | Luis Fonsi i Daddy Yankee featuring Justin Bieber                       | [ 26 ] |
| 8 lipca         | „Despacito”                | Luis Fonsi i Daddy Yankee featuring Justin Bieber                       | [ 27 ] |
| 15 lipca        | „Despacito”                | Luis Fonsi i Daddy Yankee featuring Justin Bieber                       | [ 28 ] |
| 22 lipca        | „Despacito”                | Luis Fonsi i Daddy Yankee featuring Justin Bieber                       | [ 29 ] |
| 29 lipca        | „Despacito”                | Luis Fonsi i Daddy Yankee featuring Justin Bieber                       | [ 30 ] |
| 5 sierpnia      | „Despacito”                | Luis Fonsi i Daddy Yankee featuring Justin Bieber                       | [ 31 ] |
| 12 sierpnia     | „Despacito”                | Luis Fonsi i Daddy Yankee featuring Justin Bieber                       | [ 32 ] |
| 19 sierpnia     | „Despacito”                | Luis Fonsi i Daddy Yankee featuring Justin Bieber                       | [ 33 ] |
| 26 sierpnia     | „Despacito”                | Luis Fonsi i Daddy Yankee featuring Justin Bieber                       | [ 34 ] |
| 2 września      | „Despacito”                | Luis Fonsi i Daddy Yankee featuring Justin Bieber                       | [ 35 ] |
| 9 września      | „Despacito”                | Luis Fonsi i Daddy Yankee featuring Justin Bieber                       | [ 36 ] |
| 16 września     | „Look What You Made Me Do” | Taylor Swift                                                            | [ 37 ] |
| 23 września     | „Look What You Made Me Do” | Taylor Swift                                                            | [ 38 ] |
| 30 września     | „Look What You Made Me Do” | Taylor Swift                                                            | [ 39 ] |
| 7 października  | „Bodak Yellow”             | Cardi B                                                                 | [ 40 ] |
| 14 października | „Bodak Yellow”             | Cardi B                                                                 | [ 41 ] |
| 21 października | „Bodak Yellow”             | Cardi B                                                                 | [ 42 ] |
| 28 października | „Rockstar”                 | Post Malone featuring 21 Savage                                         | [ 43 ] |
| 4 listopada     | „Rockstar”                 | Post Malone featuring 21 Savage                                         | [ 44 ] |
| 11 listopada    | „Rockstar”                 | Post Malone featuring 21 Savage                                         | [ 45 ] |
| 18 listopada    | „Rockstar”                 | Post Malone featuring 21 Savage                                         | [ 46 ] |
| 25 listopada    | „Rockstar”                 | Post Malone featuring 21 Savage                                         | [ 47 ] |
| 2 grudnia       | „Rockstar”                 | Post Malone featuring 21 Savage                                         | [ 48 ] |
| 9 grudnia       | „Rockstar”                 | Post Malone featuring 21 Savage                                         | [ 49 ] |
| 16 grudnia      | „Rockstar”                 | Post Malone featuring 21 Savage                                         | [ 50 ] |
| 23 grudnia      | „Perfect”                  | Ed Sheeran i Beyoncé                                                    | [ 51 ] |
| 30 grudnia      | „Perfect”                  | Ed Sheeran i Beyoncé                                                    | [ 52 ] |